# Kreuz-Christi-Kirche (Höhenkirchen)

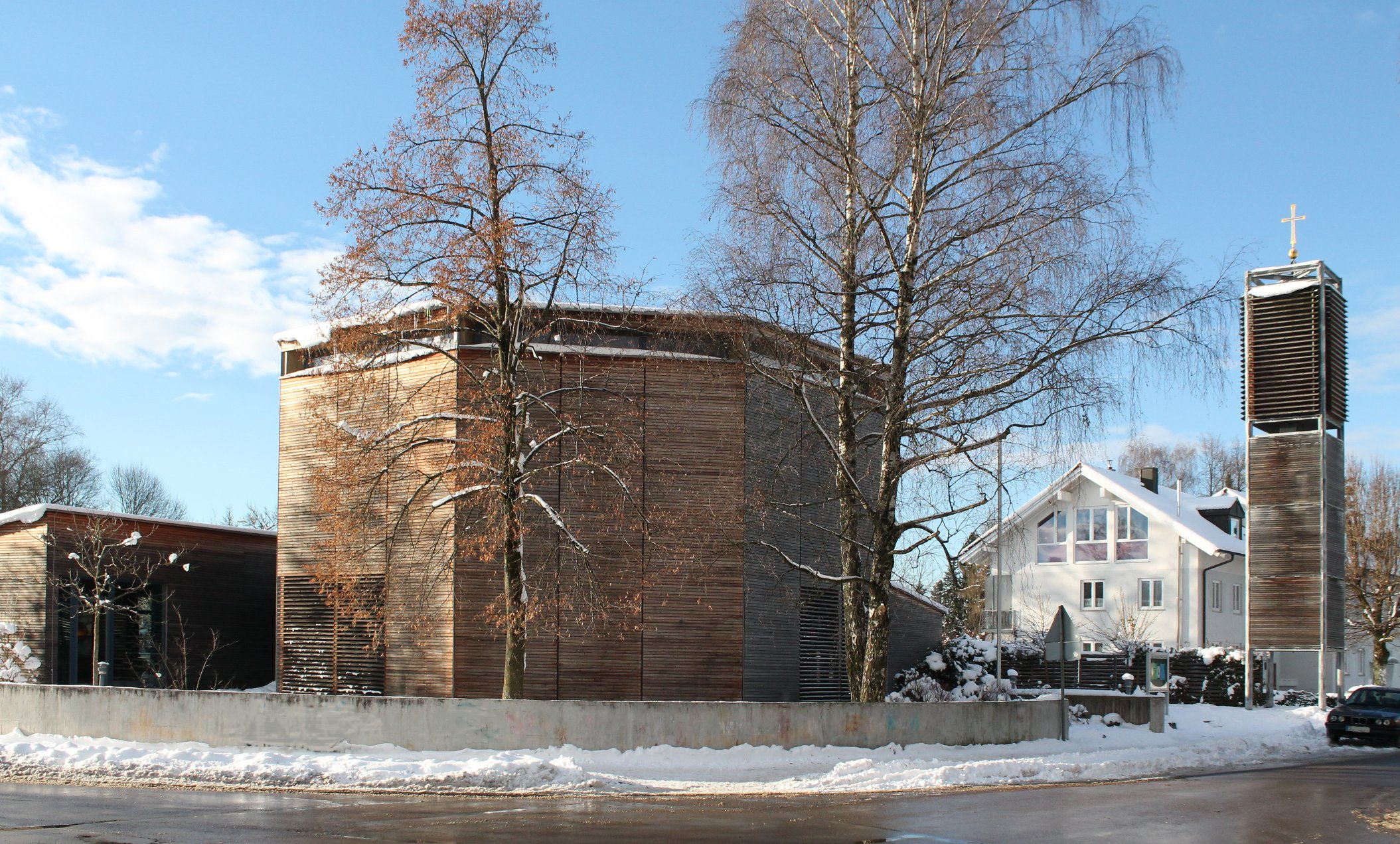
Kreuz-Christi-Kirche

Die Kreuz-Christi-Kirche ist die evangelisch-lutherische Kirche in der Gemeinde Höhenkirchen-Siegertsbrunn. Der Sprengel der Kirchengemeinde erstreckt sich auch auf die Gemeinden Aying, Brunnthal, die Hohenbrunner Luitpoldsiedlung, Egmating und Oberpframmern (letztere Landkreis Ebersberg).

## Geschichte
Im Januar 1960 wurde auf dem Gelände an der damaligen Leonhardstraße 10 (heute Esterwagnerstraße) der Grundstein für den Bau der evangelisch-lutherischen Kirche in Höhenkirchen gelegt. Elf Monate später wurde am 4. Adventssonntag das Gotteshaus durch Kreisdekan Schabert eingesegnet.
Vom zehneinhalb Meter hohen Kirchturm riefen von nun an die zwei Glocken die Gemeindeglieder zum Gottesdienst. Die Glocken wurden von zwei Kirchengemeindemitgliedern gestiftet und erhielten die Inschriften „Ehre sei Gott in der Höhe und Frieden auf Erden“ (große Glocke) und „Ein feste Burg ist unser Gott“ (kleine Glocke). Die Glockentöne wurden auf St. Leonhard in Siegertsbrunn abgestimmt. Die Glocken selbst waren für jedermann sichtbar, da der Glockenstuhl offen gehalten worden ist.
Am 31. Juli 2001 erfolgte der Abriss der bisherigen Kirche und des Gemeindehauses, nachdem im Jahre 2000 die Baufälligkeit festgestellt worden war. Für die Gottesdienste standen während der notwendigen Baumaßnahmen im Sommer die Siegertsbrunner Leonhardikirche zur Verfügung, im Winter das katholische Pfarrzentrum bzw. die Kirche Mariä Geburt in Höhenkirchen. Die Pavillons der Erich-Kästner-Volksschule an der Brunnthaler Straße konnten für Gruppen, Veranstaltungen und das evangelisch-lutherische Pfarrbüro genutzt werden; dort war bis August 2008 auch der evangelische Kindergarten untergebracht.
Unter der Leitung von Architekt Erhard Bachmann vom Büro BMBW Architekten BDA + Partner (heute Brechensbauer Weinhart + Partner Architekten) wurden 2001/2002 ein neues Kirchengebäude und neue Gemeinderäume erstellt. Das Richtfest wurde am 21. Februar und die Einweihung am 27. Oktober 2002 gefeiert. Am 31. Oktober 2017 wurde vor der Kirche der neugeschaffene Martin-Luther-Platz eingeweiht. Die Adresse der Kirche lautet seitdem Martin-Luther-Platz 1.

## Orgel

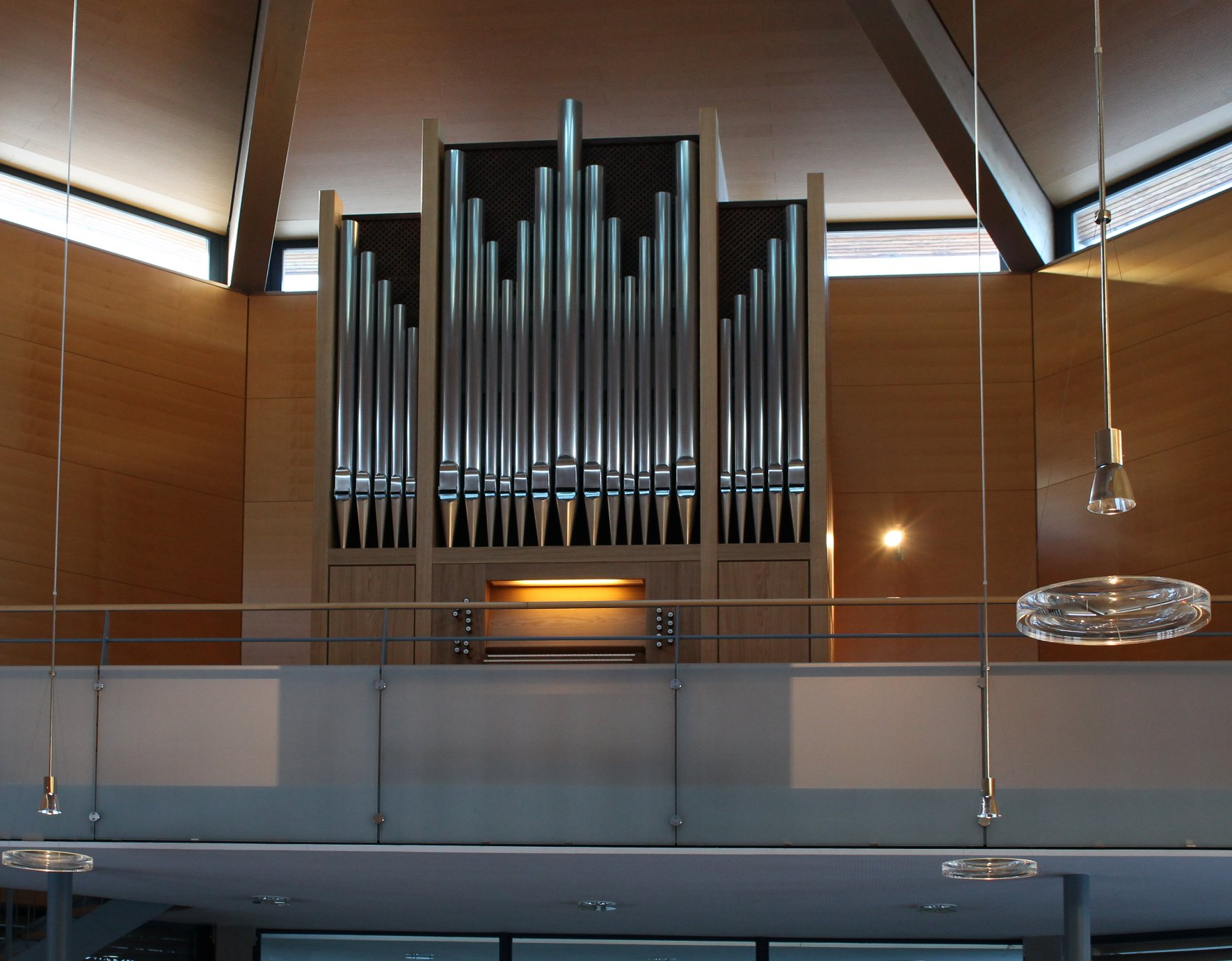
Orgel

Die Orgel wurde 2012 von Robert Wech aus Buchloe gebaut. Sie hat 18 Register auf zwei Manualen und Pedal. Die Disposition lautet wie folgt:
| I Hauptwerk |            |       |
| 1.          | Principal  | 8′    |
| 2.          | Rohrflöte  | 8′    |
| 3.          | Octave     | 4′    |
| 4.          | Spitzflöte | 4′    |
| 5.          | Superoctav | 2′    |
| 6.          | Mixtur     | 1 ⁄3′ |

| II Schwellwerk |             |        |
| 7.             | Gedeckt     | 8′     |
| 8.             | Salicional  | 8′     |
| 9.             | Vox celeste | 8′     |
| 10.            | Flöte       | 4′     |
| 11.            | Nasard      | 2 ⁄3′  |
| 12.            | Waldflöte   | 2′     |
| 13.            | Terz        | 1 3⁄5′ |
| 14.            | Oboe        | 8′     |

| Pedal |           |     |
| 15.   | Subbaß    | 16′ |
| 16.   | Bourdon   | 8′  |
| 17.   | Choralbaß | 4′  |
| 18.   | Fagott    | 16′ |

- Koppeln: I-II, I-P, II-P
- Tremulant